# 阿布達林尾龍屬
阿布達林尾龍（屬名：Abdarainurus，意為「阿布德蘭特·努魯（Abdrant Nuru）的尾巴」，以發現地點為名）是一屬泰坦巨龍類的蜥腳下目恐龍，化石發現於蒙古的阿拉提格組。牠的化石非常少，只有八個前段尾椎、一個中段尾椎和一些人字骨。模式種兼唯一種是巴氏阿布達林尾龍（Abdarainurus barsboldi）。目前被視為泰坦巨龍類的分類未定屬，很可能代表了一支過去未曾知曉的亞洲大鼻龍類演化支。

## 發現及命名
1970年代蘇聯－蒙古聯合考察活動期間，薩拉托夫大學的瓦倫泰·佩卓維奇·特維多賀列波夫（Valentin Petrowich Tverdokhlebov）在阿布德蘭特·努魯（Abdrant Nuru）地區附近發現了一個蜥腳類的尾巴，但這項發現從未在相關的文獻中被報導，並維持了很長一段時間都沒被敘述。直到進入21世紀，約2000年開始，化石才由安德烈·波德斯諾（Andrei Podlesnow）進一步的清修，發現這可能代表著一個未知的物種。
2020年，亞力山德·艾維里亞諾夫（Alexander O. Averianov）和亞雷西·羅帕汀（Alexey V. Lopatin）敘述、命名了新屬新種巴氏阿布達林尾龍（Abdarainurus barsboldi），屬名將Abdarain Nuru（Abdrant Nuru的俄文拼法）加上希臘文oura（尾巴）的拉丁化urus，種名紀念蒙古著名古生物學家瑞欽·巴思缽。
正模標本PIN 5669/1出土於阿拉提格組紅棕色的砂岩層，年代可追溯至晚白堊世坎潘階，約8300萬年前。標本包含一系列8節前段尾椎和一節中段尾椎，其中第2、3、4、5、7、10節被發現與人字骨相連，一個脫落的人字骨填補了第8和10節之間的空缺，代表著全部的標本可視為一個連接的整體。順帶一提，發現的第1節尾椎可能也不是動物原本的第1節，因為沒有顯示出與薦骨連接的跡象。

## 敘述
發現的這條尾巴長度小於一公尺，推測阿布達林尾龍是種體型中等的蜥腳類。
敘述者建立了幾個關於尾椎的鑑定特徵，其中有些是獨特的自衍徵：一些前段尾椎前關節突內面後方有突起；前段尾椎棘突背面凹槽為半覆蓋或隧道形；前段尾椎棘突水平緊密排列；前段尾椎棘突底部與橫突側面被橫突和後關節突之間的嵴部分側向包覆；人字骨側枝窄於頂枝；人字骨頂枝有嵴前後延伸至側枝。
許多尾椎特徵類似北方龍、後凹尾龍、掠食龍、風神龍、安第斯龍、華北龍、江山龍、諾曼底龍等。

## 分類
敘述論文的系統發生學分析偏好將阿布達林尾龍分類為基礎泰坦巨龍類，但此結果可能受到對基礎泰坦巨龍類了解不足的影響。牠也可能代表了一群過去不曾得知、高度衍化的亞洲大鼻龍類支系。

## 古生態學
阿布達林尾龍發現於蒙古阿拉提格組的阿布德蘭特·努魯地區，該地可能與上覆的牙道黑達組屬同一系統。在當時，阿拉提格組為一個河流作用環境，有砂質曲流、氾濫平原和暫時型湖泊沉積，而非像之後的牙道黑達組變成沙漠沉積環境。在這裡牠與繪龍、原角龍、近鴨嘴龍、鱉等動物群共享棲地。